# El Morro de Montecristi
El Morro de Montecristi ist ein Tafelberg in Monte Cristi, Dominikanische Republik, Südamerika.